# 水野東太郎
水野 東太郎（みずの とうたろう、1894年 - 1980年）は、日本の弁護士。第8代日本弁護士連合会会長。

## 概要
1894年、愛知県出身。
明治大学卒業後、弁護士となり、東京弁護士連合会会長、日本弁護士連合会会長などを歴任した。
また、明大法学部では、身分法を講じ、理事長にも就任した他、国際親善病院理事長なども務めた。
1980年、死去。勲二等。

## 参考
- 『水野東太郎伝記追悼集』刊行会編（1982　水野東太郎伝記追悼集刊行会編）